# Inge Keller
Pour les articles homonymes, voir Keller.
Inge Keller, née le 15 décembre 1923 à Berlin-Friedenau et morte le 6 février 2017 à Berlin,, est une actrice allemande. Elle est l'une des actrices majeures de la République démocratique allemande.

## Filmographie
- 1949 : Quartett zu fünft
- 1950 : Le Conseil des dieux
- 1951 : Die letzte Heuer (de)
- 1951 : Zugverkehr unregelmäßig
- 1960 : Das Leben beginnt
- 1961 : Gewissen in Aufruhr (TV)
- 1963 : Jetzt und in der Stunde meines Todes
- 1964 : Wolf unter Wölfen (TV)
- 1965 : Karla
- 1967 : Frau Venus und ihr Teufel
- 1969 : Nebelnacht
- 1969 : Chemins vers Lénine (Unterwegs zu Lenin) de Günter Reisch
- 1973 : Die Brüder Lautensack (TV)
- 1980 : La Fiancée (Die Verlobte)
- 1984 : Ärztinnen
- 1986 : Weihnachtsgeschichten (TV)
- 1990 : Marie Grubbe
- 1999 : Aimée et Jaguar
- 1999 : Lola + Bilidikid
- 2012 : Das Kindermädchen

## Décoration
- 1999 : meilleure actrice au festival international du film d'Antalya

## Sources
- (en) Cet article est partiellement ou en totalité issu de l’article de Wikipédia en anglais intitulé « Inge Keller » (voir la liste des auteurs).